# Hendrick Danckerts
Pour les articles homonymes, voir Danckerts.
Hendrick Danckerts (né en 1625 à La Haye et mort en 1680 à Amsterdam) est un peintre et graveur hollandais.

## Biographie
Il apprend le métier de peintre à La Haye, ville où il demeure jusqu'en 1653. Il fait un voyage en Angleterre en 1650, puis part en Italie en 1653 et y reste cinq ans. Il s'installe ensuite en Angleterre et entre au service du roi Charles II et du duc d'York. Il peint des paysages italianisants, et en particulier des vues de ports et de résidences royales. Il réalise aussi des portraits et des peintures pieuses ainsi que des gravures pour la Royal Collection. Il quitte l'Angleterre en 1679 en raison de l'hostilité croissante envers les Catholiques après la controverse du complot papiste. Il meurt peu après à Amsterdam.

## Galerie

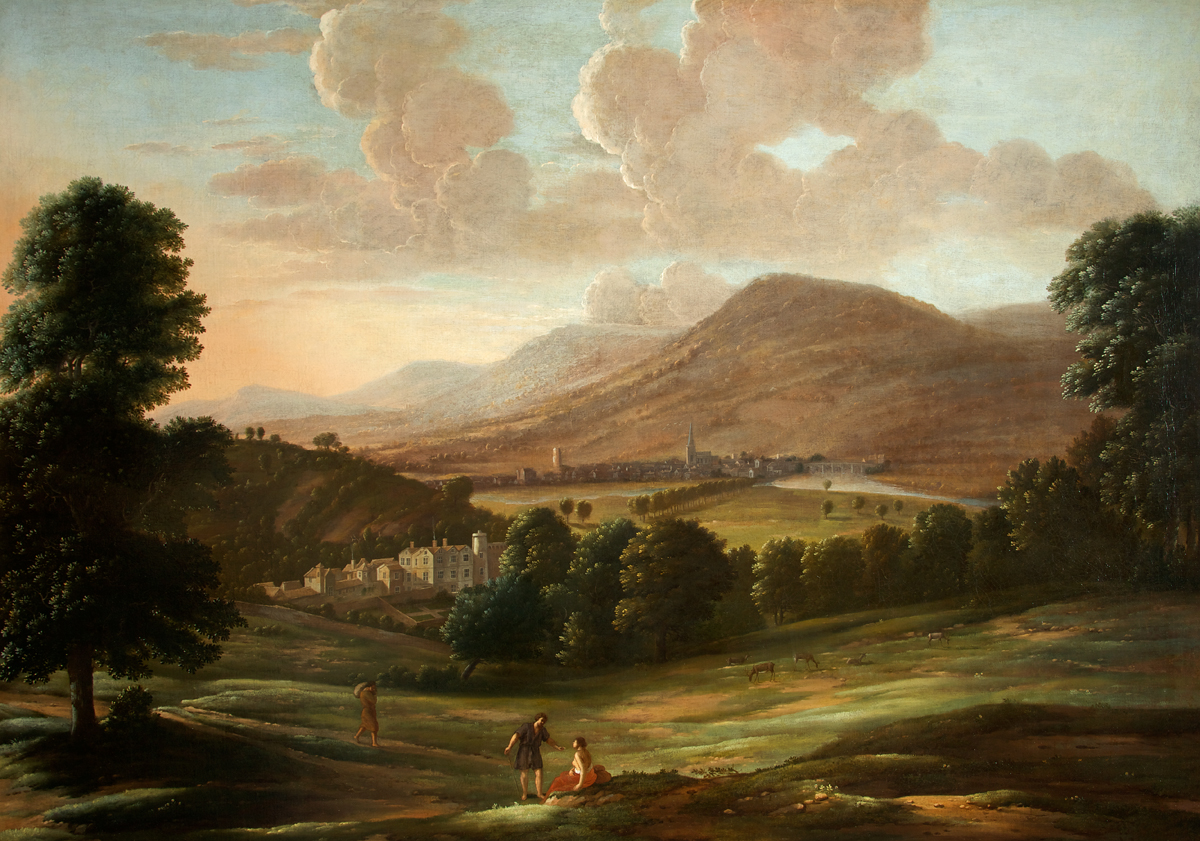
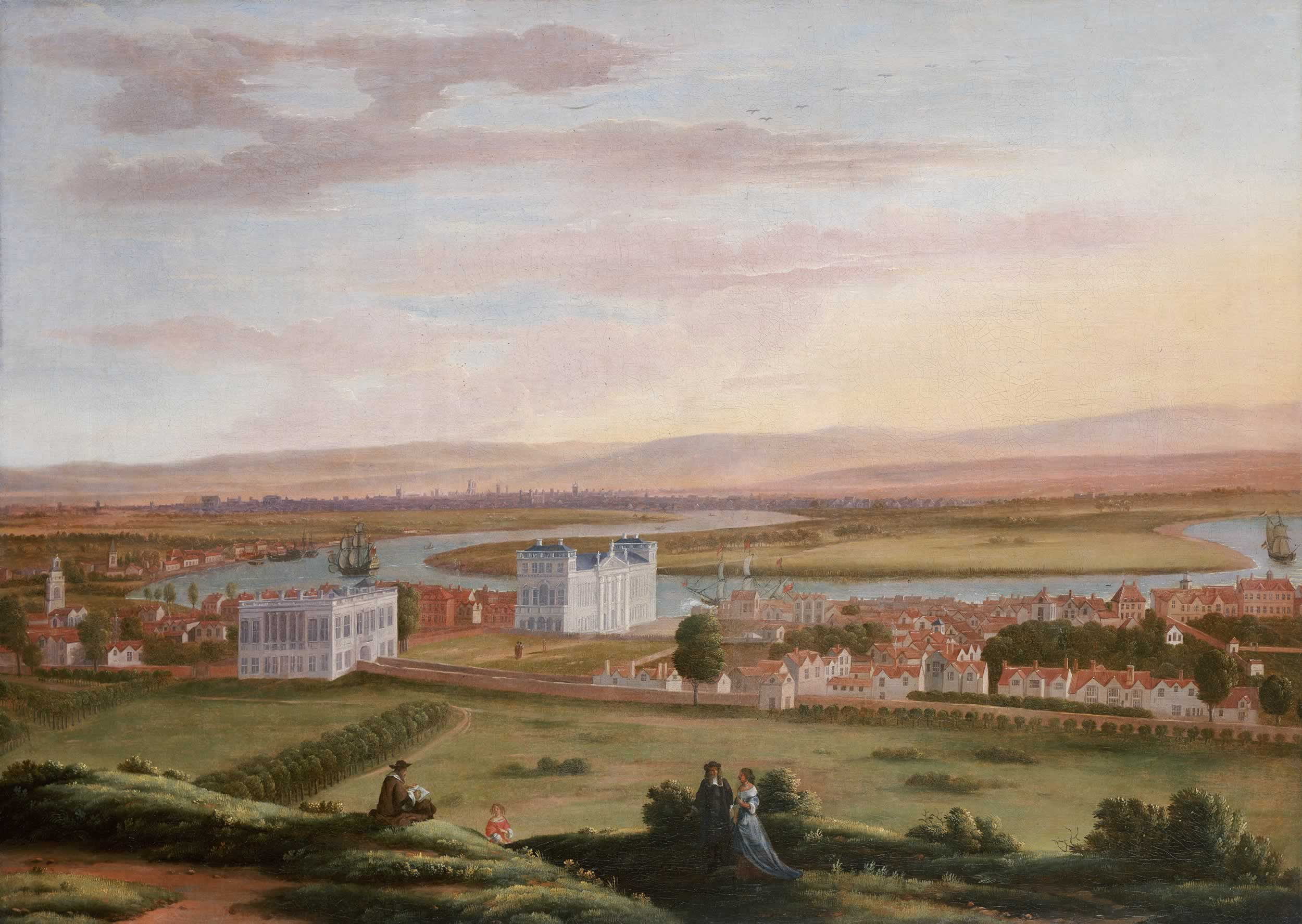
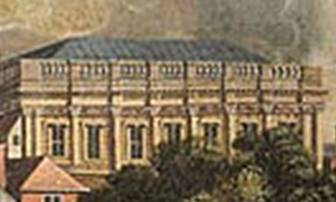
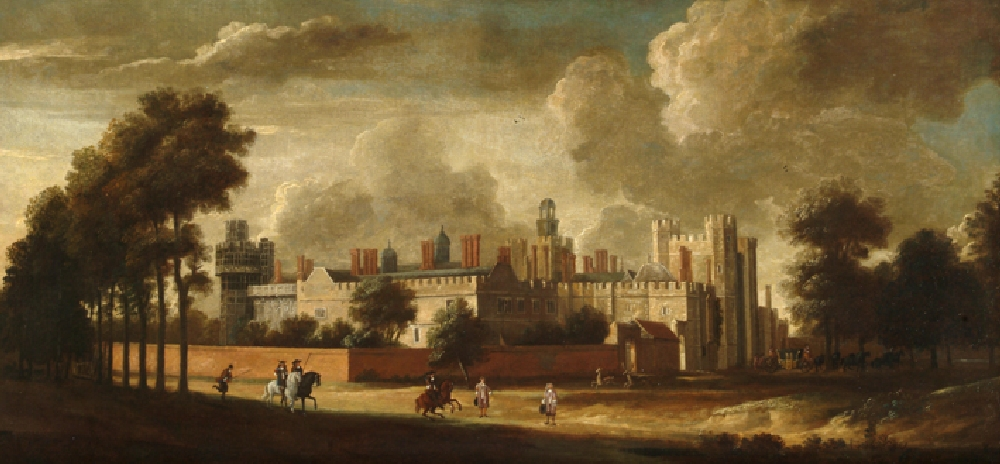
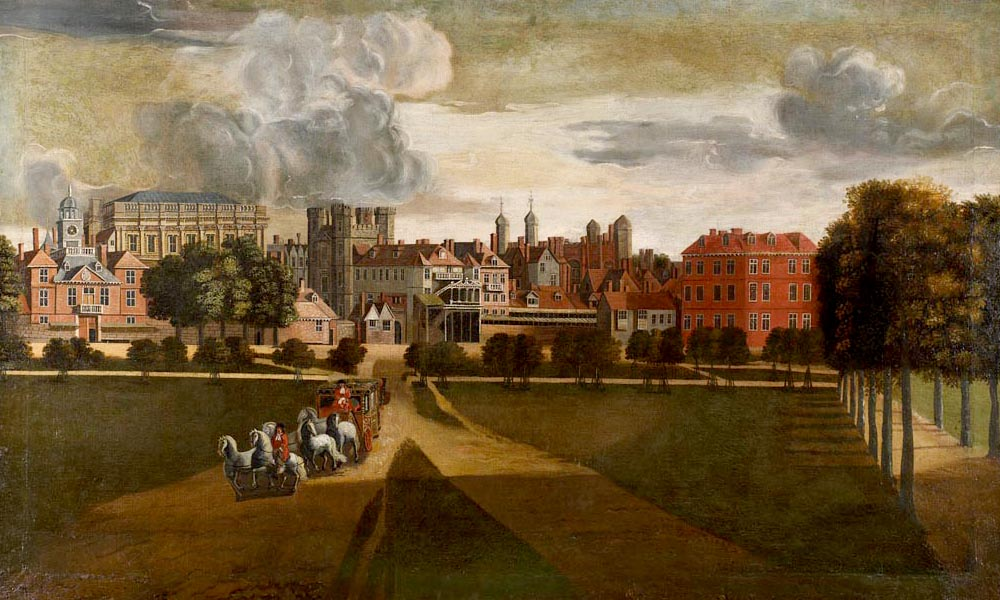